# Dysaphis tschildarensis
Dysaphis tschildarensis är en insektsart. Dysaphis tschildarensis ingår i släktet Dysaphis och familjen långrörsbladlöss.

## Underarter
Arten delas in i följande underarter:
- D. t. tschildarensis
- D. t. tuberculata